# جاده‌های رومی

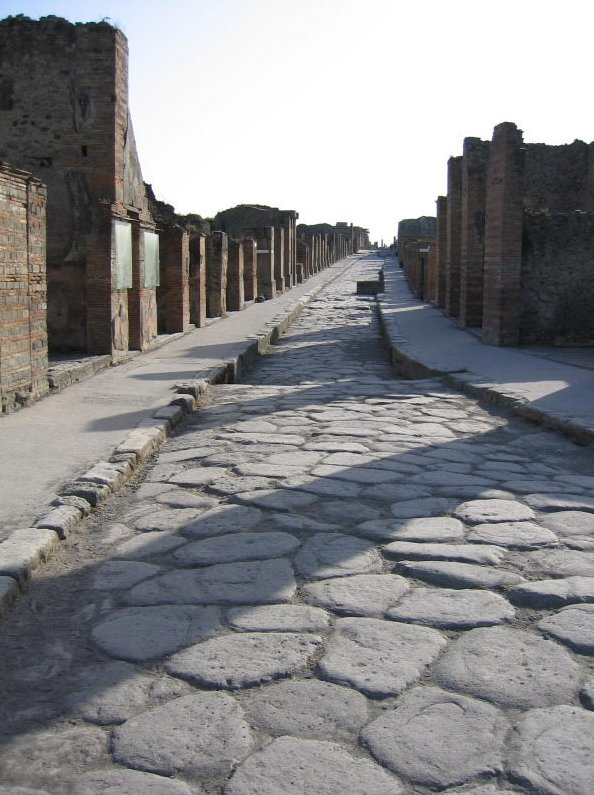
خیابانی رومی در پمپئی

جاده‌های رومی (لاتین: viae Romanae) نقشی مهم در توسعه و نگهداشت دولت روم باستان داشتند.
ساخت این جاده‌ها از حدود ۳۰۰ ق.م. شروع شد و در تمام دوران جمهوری روم و امپراتوری روم ادامه داشت.
جاده‌ها روشی بهینه را برای رفت‌وآمد زمینی قشون، مسئولان و منصوبان، و غیرنظامیان رومی و همچنین بازرگانان و انتقال اجناس بازرگانی فراهم می‌کردند. جاده‌های رومی گونه‌ها متفاوتی داشتند و از راه‌های محلی کوچک تا راه‌های عریض و بلندی را شامل می‌شدند که شهرها و کمپ‌های نظامی را به هم وصل می‌کرد. این راه‌های بزرگ معمولاً کفپوش سنگی یا فلزی داشتند، زه‌کشی می‌شدند، و شانه، راهنمای اسب و جوی آب داشتند. این راه‌ها بر اساس نقشه‌های دقیق ساخته شده بودند و گاه از دل تپه‌ها یا فراز رودها یا دره‌ها می‌گذشتند. همچنین بخش‌هایی از جاده‌ها که از زمین‌های باتلاقی و جلگه‌ای می‌گذشت با شالوده‌های شمعی مستحکم می‌شد.
در اوج توسعهٔ رومی‌ها، ۲۹ بزرگراه از پایتخت خارج می‌شد و باور بر این بود که همه از نقطهٔ میلیاریوم آئوریوم (فرسخ‌شمار طلایی) در نزدیکی فروم رم منشأٔ می‌گرفتند. به باور فیلیپ شف ضرب‌المثل «همهٔ جاده‌ها به رم می‌رسند» اشاره به همین نقطه دارد. در کل شبکهٔ جاده‌ها در ۱۱۳ استان امپراتوری روم ۳۷۲ جادهٔ بزرگ وجود داشت که نهایتاً بالغ بر ۴۰۰٫۰۰۰ کیلومتر
می‌شد و۸۰٫۵۰۰ کیلومتر آن با سنگ کفپوش شده بود. رومی‌ها تنها در سرزمین گل بیش از ۲۱٫۰۰۰ کیلومتر جاده ساختند، و این عدد در بریتانیا به ۴٫۰۰۰ کیلومتر می‌رسید. مسیر و سطح بسیاری از جاده‌های رومی تا به امروز باقی مانده‌است و بر روی برخی از آن‌ها جاده‌های امروزی جای گرفته‌اند.

شبکه جاده‌های اصلی روم در زمان هادریانوس (روم) (حکومت ۱۱۷–۱۳۸).